# 1891 en sport automobile
Chronologie du Sport automobile
1890 en sport automobile - 1891 en sport automobile - 1892 en sport automobile

## Faits marquants de l'année1891ensport automobile
- Nouvelle édition de la course automobile Neuilly-Versailles.

## Naissances
- 6 janvier : Jean Gaupillat, pilote automobile français, († 22 juillet 1934).
- 26 janvier : George Edward Duller, pilote automobile anglais, l'un des Bentley Boys. († 6 août 1952).
- 10 avril : Kaye Don, pilote automobile et motocycliste irlandais, sur circuits, également skeeper. († 29 août 1981).